# Турчин, Игорь Вячеславович
Игорь Вячеславович Турчин (род. 13 мая 1982, Саратов, СССР) — российский фехтовальщик (шпага). Заслуженный мастер спорта России. Чемпион мира (2003, команда); чемпион России (2013, лично). Серебряный (2015, лично) и бронзовый (2006, 2007, 2016, лично) призёр чемпионатов России. Бронзовый призёр Всемирной Универсиады (2003). Участник летних Олимпийских игр 2004 года. Победитель Кубка России по фехтованию 2011 года. 

## Биография
Родился и живёт в Саратове. Выпускник Саратовского государственного университета им. Н. Г. Чернышевского.
Начал тренироваться в 1994 году; первый тренер — заслуженный тренер России А. О. Школа. Впоследствии тренировался под руководством О. В. Карсакова. Выступал за ЦСК ВВС (Саратов), «Динамо» (Саратов). В сборной команде России с 2002 года. В составе сборной регулярно принимал участие в чемпионатах Европы и мира. 
Закончил спортивную карьеру в 2021 году. 
ID в Федерации фехтования России — 15051982000. 